# Žezkazgan
Žezkazgan (do roku 1992 Džezkazgan) je město v centrálním Kazachstánu. Žije v něm přibližně 86 tisíc obyvatel, z toho 68 % tvoří Kazaši a 24 % Rusové, převládajícími náboženskými směry jsou sunnitský islám a pravoslaví. Město je známé těžbou mědi a manganu, kterou provozuje firma Kazachmys.
Město bylo založeno v roce 1938. Název znamená v kazašském jazyce „kde se těží měď“. V místních dolech pracovali převážně vězni tábora Steplag. V roce 1952 byla na řece Kara-Kengir postavena přehrada o rozloze 37 km², zásobující město vodou. V roce 1954 proběhlo kengirské povstání místních vězňů a téhož roku se Džezkazgan stal městem. V letech 1973–1997 byl oblastním městem, od té doby patří do Karagandské oblasti. Od roku 2022 je hlavním městem Ulytauské oblasti.
Žezkazgan je univerzitním městem. Má letiště a prochází jím železnice do Karagandy i evropská silnice E018.
Nachází se na jižním úpatí pohoří Ulytau. Vládne zde semiaridní podnebí s velkými teplotními rozdíly mezi létem a zimou.
Žezkazgan tvoří souměstí se Satpajevem. Nedaleko se nachází kosmodrom Bajkonur.